# Gare de Nishio
La gare de Nishio (西尾駅, Nishio-eki) est une gare ferroviaire de la ville de Nishio, dans la préfecture d'Aichi au Japon. Elle est exploitée par la compagnie Meitetsu.

## Situation ferroviaire
Nishio est située au point kilométrique (PK) 15,0 de la ligne Nishio.

## Historique
La gare est inaugurée le 30 octobre 1911.

## Service des voyageurs

### Accueil
La gare dispose d'un bâtiment voyageurs, avec guichets, ouvert tous les jours.

### Desserte
- Ligne Nishio :

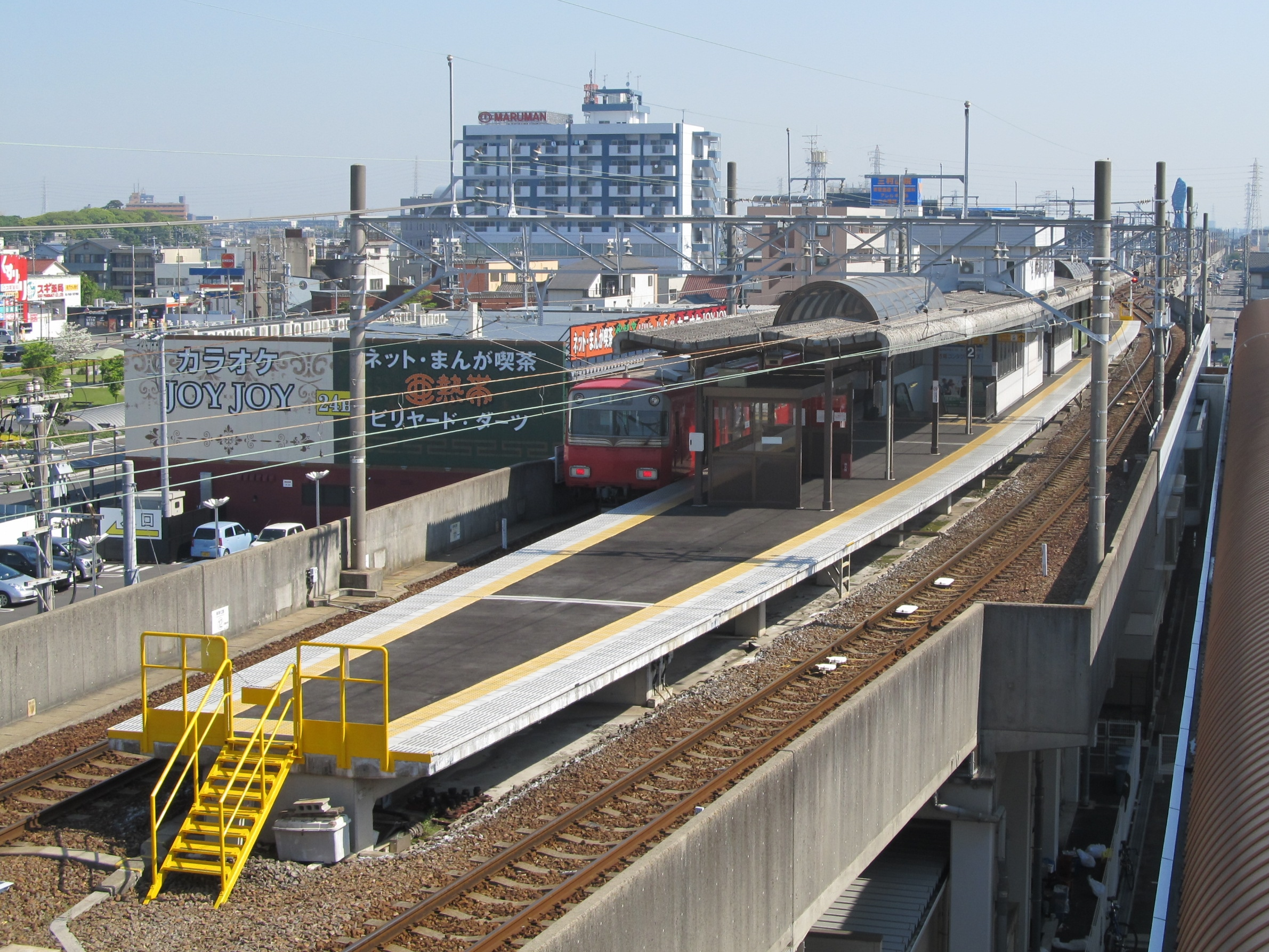
Vue du quai.

  - voies 1 et 2 : direction Shin-Anjō et Meitetsu Nagoya ou Kira Yoshida et Gamagōri